# Geordie Williamson
Geordie Williamson, né en 1981 à Bowral (Australie), est un mathématicien australien. Il travaille sur la théorie géométrique des représentations de groupes.

## Carrière
Williamson étudie à l'université de Sydney de 2000 à 2003, avec un bachelor en 2003, puis à l'université de Fribourg-en-Brisgau, où il soutient une thèse de doctorat en 2008 sous la direction de Wolfgang Soergel (avec pour titre Singular Soergel Bimodules). Il est chercheur postdoctoral au St. Peter College de l'université d'Oxford et de septembre 2011 à août 2016 un Advanced Researcher, avec une position de professeur en recherche, à l'Institut Max-Planck de mathématiques. Depuis février 2017, il est professeur de mathématiques à l’université de Sydney,, tout en continuant une activité comme professeur invité au Institut de recherches pour les sciences mathématiques (RIMS) de Kyoto, et comme research fellow invité au Centre Hausdorff pour les mathématiques de Bonn (2017-2022). Il est directeur du Sydney Mathematical Research Institute depuis 2018.

## Travaux
Williamson travaille en théorie géométrique des représentations de groupes. Avec Ben Elias il élabore la première démonstration entièrement algébrique et une simplification de la théorie de la conjecture de Kazhdan-Lusztig, démontrée en 1981 par Jean-Luc Brylinski et Masaki Kashiwara et par Alexander Beilinson et Joseph Bernstein. Pour cela, ils partent de travaux de Wolfgang Soergel et développent une théorie de Hodge purement algébrique des bimodules de Soergel sur des anneaux de polynômes. Dans ce cadre, ils réussissent également à prouver la positivité des coefficients des polynômes de Kazhdan-Lusztig pour les groupes de Coxeter, question restée longtemps ouverte. Pour les groupes de Weyl (qui sont des groupes de Coxeter particuliers liés aux groupes de Lie), la preuve avait été faite par David Kazhdan et George Lusztig en interprétant les polynômes comme invariants de la cohomologie d'intersection des singularités de variétés de Schubert. Elias et Williamson utilisent la même démarche aussi pour des groupes de réflexions plus généraux (les groupes de Coxeter) alors qu'ils n'ont pas d'interprétation géométrique, contrairement au cas des groupes de Weyl.
Williamson est aussi connu pour avoir réfuté des conjectures déjà anciennes. Ainsi, Lusztig a annoncé une formule pour les caractères de modules simples de groupes réductifs en caractéristique p. La formule a été prouvée en 1994 par H. H. Andersen, Jens Carsten Jantzen et Soergel pour des groupes de caractéristique suffisamment grande (sans donner une borne explicite) et ultérieurement par Peter Fiebig, avec une borne explicite mais très élevée. Williamson a donné plusieurs familles infinies de contre-exemples à la borne généralement conjecturée pour la formule de Lusztig. Il a également trouvé des contre-exemple à une conjecture de Gordon James de 1990 sur les groupes symétriques.

## Prix et distinctions
En 2016, Williamson reçoit le prix Chevalley en théorie de Lie de l’AMS, et le Clay Research Award. Il est conférencier invité au European Congress of Mathematics de Berlin en 2016 (Shadows of Hodge theory in representation theory). En 2016 il reçoit le prix EMS, en 2017 le New Horizons in Mathematics Prize, également décerné à Mohammed Abouzaid, Hugo Duminil-Copin et Ben Elias. Il est conférencier plénier au congrès international des mathématiciens de 2018 à Rio de Janeiro. Il est Fellow de la Royal Society depuis 2018.

## Travaux (sélection)
- Ben Elias et Geordie Williamson, « The Hodge Theory of Soergel bimodules », Annals of Mathematics, vol. 180,‎ 2014, p. 1089-1136 (arXiv 1212.0791).
- Ben Elias et Geordie Williamson, « Kazhdan-Lusztig conjectures and shadows of Hodge theory », preprint,‎ 2014, p. 1089-1136 (arXiv 1403.1650).
- Geordie Williamson, « Schubert calculus and torsion explosion », J. Amer. Math. Soc., vol. 30, no 4,‎ 2017, p. 1023-1046 (MR 3671935, arXiv 1309.5055).
- Geordie Williamson, « On torsion in the intersection cohomology of Schubert varieties », J. Algebra, vol. 475,‎ 2017, p. 207-228 (MR 3612469).
- Lars Thorge Jensen et Geordie Williamson, « The p-canonical basis for Hecke algebras. Categorification and higher representation theoryn », Contemp. Math., Amer. Math. Soc., vol. 683,‎ 2017, p. 333-361 (MR 3611719).
- Geordie Williamson, « On an analogy of the James conjecture », Representation Theory, vol. 18,‎ 2014, p. 1169-2012 (arXiv 1212.0794).
- Daniel Juteau, Carl Mautner et Geordie Williamson, « Parity sheaves », J. Amer. Math. Soc, vol. 27, no 4,‎ 2014, p. 1169-1212 (MR 3230821).